# 유향 (전한)

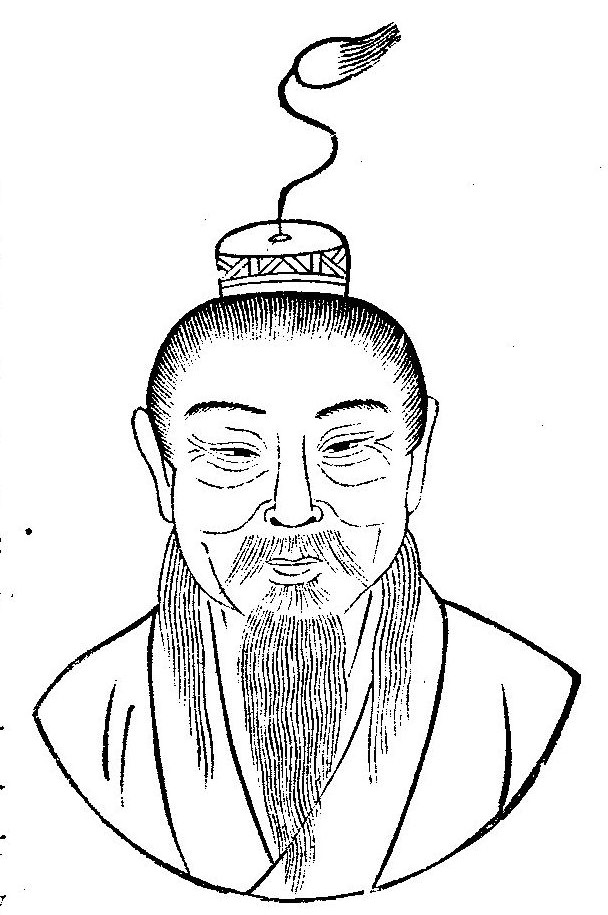
유향

유향(劉向, 기원전 77년 ~ 기원전 6년)은 중국 전한 말기의 학자이자 관료로, 자는 자정(子政)이다. 본래 이름은 유갱생(劉更生)이었으며, 고제의 아우 초원왕의 현손이자 종정 유덕의 차남이다. 《전국책》을 비롯한 많은 책의 저작자로 알려져 있다.

## 생애
관례를 한 뒤 선제에게 종사하다가 문장에 재능을 보여 발탁되었다. 아버지 유덕이 회남에서 가져온 서책을 보고 연금술에 도전했으나 실패하여 탄핵받고 투옥되었지만, 형 유안민의 도움으로 사면받았다. 그 후, 소망지·주감을 비롯한 사람들과 힘을 모아 직무에 힘써, 외척 허씨와 환관 홍공 등의 폐해를 밝히는 상소를 했는데, 무고로 여겨져 소망지는 자살, 주감 등은 좌천, 유향은 투옥된 뒤 면직되었다. 맏형인 유안민이 후사를 남기지 못하고 죽자 양성후를 이었다.
십수년 뒤, 성제의 치세가 되어 홍공 등이 실각하자 다시 임용되었다. 이때, 이름을 향(向)으로 고쳤다. 그리고 궁중 장서의 감수를 담당하게 되었다. 이 당시 외척 왕씨가 권력을 잡고 있었기 때문에 〈열녀전(列女傳)〉 등의 저작을 시작으로 하여, 문장을 황제에게 진상하여 몇 번이나 황제에게 간언했다. 황제도 간언이 지당하다고 생각했지만, 주변의 압력 때문에 받아들이지 못했다. 결국 유향은 30여 년이나 중용되는 일 없이 72세에 세상을 떠났다. 홍후(紅侯) 유흠이 유향의 삼남이다.

## 저작
- 《신서》(新序)
- 《설원》(說苑)
- 《열녀전》(列女傳)
- 《전국책》(戰國策)
- 《별록》(別錄) - 궁중 도서의 해제, 유흠은 이것을 기초로 하여 〈칠략〉이라는 도서목록을 만들었다.

| 전임 유정 | 전한의 종정 기원전 48년 ~ 기원전 46년 | 후임 유림 |

## 같이 보기
- 유안 (회남왕)
- 사마천
- 사마담 (전한)